# تطوير مركبة ستارشيب التابعة لسبيس إكس

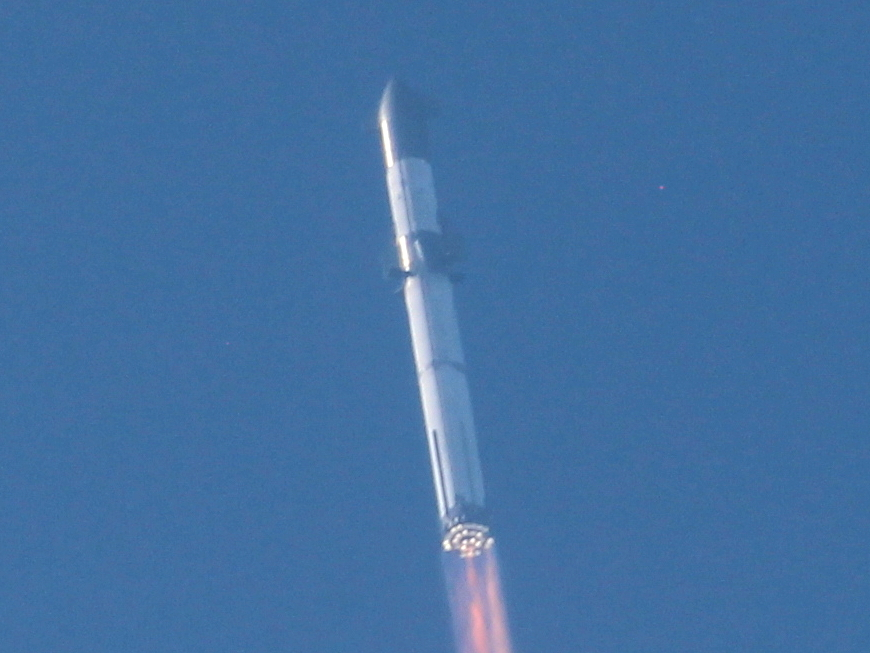
نموذج صاروخ ستارهوبر في أول رحلة ناجحة

في عام 2005، أعلنت شركة الفضاء الأمريكية سبيس إكس لأول مرة عن مفهوم صاروخ ذي قدرات مشابهة لمركبة ستارشيب. بعد إجراء تغييرات رئيسية في تصميم الصاروخ، في 25 يوليو 2019، أُطلِق نموذج ستارهوبر في أول رحلة ناجحة لنماذج ستارشيب، من قاعدة ستاربيس بالقرب من بوكاشيكا، تكساس. كان نموذج إس إن 8 أول نموذج أولي كامل لمركبة ستارشبيب، لكنه تحطم أثناء محاولة الهبوط في 9 ديسمبر 2020. بعد ثلاث محاولات أخرى، أصبح نموذج إس إن 15 أول نموذج يهبط بنجاح في مايو 2021. من المتوقع أن ينطلق نموذج شيب 20 وصاروخ بوستر 4 في أول رحلة مدارية اختبارية لنظام ستارشيب الكامل في أوائل عام 2022.

## نظرة عامة
أعلنت سبيس إكس لأول مرة عن مفهوم لصاروخ ذي قدرات مشابهة لمركبة ستارشيب. ذكر ماسك بإيجاز مركبة إطلاق حمولات ثقيلة نظرية تحمل الاسم الرمزي بي إف آر، مزودة بنسخة أكبر من محركات ميرلين تُسمى ميرلين 2.
في عام 2007، أعلن ماسك عن هدفه الشخصي المتمثل في إيصال البشر إلى كوكب المريخ واستعماره. أُعلن عن بعض المعلومات الإضافية حول بنية المهمة بين عامي 2011 و2015، بما في ذلك بيان يعود لعام 2014 أُعلن فيه أن المستعمرين الأوائل قد يصلون إلى المريخ في منتصف عشرينات القرن الحادي والعشرين على الأقل، بدأت سبيس إكس في تطوير محرك صاروخ رابتور الضخم لناقل استعمار المريخ (إم سي تي) قبل عام 2014. صرح ماسك في مقابلة أُجريت عام 2011 أنه يأمل في إرسال البشر إلى سطح المريخ في غضون 10 إلى 20 عامًا، قال في أواخر عام 2012 أن المستعمرين الأوائل قد يصلون إلى المريخ في منتصف عشرينات القرن الحادي والعشرين على الأقل.

## تطور التصميم

### ناقل استعمار المريخ
في أكتوبر 2012، أعلن ماسك لأول مرة عن خطة عالية المستوى لبناء نظام صاروخي ثانٍ قابل لإعادة الاستخدام بقدرات تفوق قدرات أسطول سبيس إكس فالكون 9، التي أنفقت عليها الشركة مليارات الدولارات. ذُكرت مركبة الإطلاق كجزء من وصف الهيكل العام لنظام مركبة المريخ التابع للشركة، الذي عُرف باسم ناقل استعمار المريخ (إم سي تي). اقتُرح النظام كمشروع تطوير ممول من القطاع الخاص لتصميم وبناء نظام رحلات فضائية باستخدام محركات صاروخية قابلة لإعادة الاستخدام ومركبات إطلاق وكبسولات فضائية لنقل البشر إلى المريخ وإعادتهم إلى الأرض. ذكر جوين شوتويل أن كتلة الحمولة قد تتراوح بين 150 و200 طن إلى مدار أرضي منخفض. كان من المفترض أن تمثل مركبة إم سي تي «تطورًا لصاروخ فالكون 9 التابع لسبيس إكس... وسيكون أكبر بكثير من فالكون 9». لكن ماسك أشار إلى أن شركة سبيس إكس لن تتحدث عن النظام علنًا حتى عام 2013.
في فبراير 2014، أُعلِن أن الحمولة الرئيسية لإم سي تي ستكون مركبة فضائية بين كوكبية كبيرة، قادرة على حمل ما يصل إلى 100 طن (220000 باوند) من الركاب والبضائع. صرح ماسك أن حجم إم سي تي سيعادل «100 مرة حجم السيارات الرياضية متعددة الأغراض». وفقًا لرئيس تطوير محركات سبيس إكس توم مولر، فإن التصاميم المفاهيمية في ذلك الوقت قد تستخدم تسعة محركات من نوع رابتور في صاروخ واحد، على غرار استخدام تسعة محركات من نوع ميرلين في نواة صاروخ فالكون 9، في ذلك الوقت، بدا أن نواة الصاروخ الكبيرة لصاروخ إم سي تي سيكون قطرها 10 أمتار (33 قدمًا) على الأقل - أي ثلاثة أضعاف قطر صاروخ فالكون 9 وأكثر من سبعة أضعاف مقطعه العرضي - كان من المتوقع أن تشمل المركبة ما يصل إلى ثلاثة صواريخ مزودة بـ 27 محركًا على الأقل.
بحلول أغسطس 2014، تكهنت مصادر إعلامية بأن اختبارات الإطلاق الأولية لصاروخ سوبر هيفي المزود بمحركات رابتور يمكن أن تحدث في عام 2020، بهدف اختبار المحركات بالكامل في ظروف الرحلات الفضائية المدارية؛ ومع ذلك، لن تنطلق مهمات استعمار المريخ في المستقبل القريب.
صرح ماسك في يونيو 2016 أن أول رحلة غير مأهولة إلى المريخ على متن إم سي تي قد تنطلق عام 2022 على الأقل، على أن تليها أول رحلة مأهولة في عام 2024 على الأقل. بحلول منتصف عام 2016، استمرت الشركة في خططها لإطلاق البشر إلى المريخ في عام 2025 على الأقل.

### نظام النقل بين الكوكبي
في يناير 2015، قال ماسك أنه يأمل في الكشف عن تفاصيل «بنية جديدة تمامًا» لنظام نقل المريخ في أواخر عام 2015، ولكن تأجل ذلك لاحقًا إلى عام 2016. بحلول عام 2016، لم يكن الصاروخ قد حصل بعد على اسم رسمي من قبل سبيس إكس، على الرغم أن ماسك اقترح اسم ميلينيم في تغريدة على موقع تويتر.
في منتصف سبتمبر 2016، قرر ماسك عدم الاستمرار باستخدام اسم ناقل استعمار المريخ، لأن النظام سيكون قادرًا على «السفر إلى ما بعد المريخ»، وستكون هناك حاجة إلى اسم جديد. اختير اسم نظام النقل بين الكوكبي (آي تي إس)، على الرغم من أن ماسك قال على موقع رديت في 23 أكتوبر 2016: «أعتقد أننا بحاجة إلى اسم جديد. آي تي إس ليس مناسبًا. أنا أستخدم اسميّ بي إف آر وبي إف إس للصاروخ والمركبة الفضائية، وهو اسم جيد داخل الشركة، لكن... »، دون ذكر الاسم الجديد.
كشف ماسك عن تفاصيل جديدة عن بنية المهمة فضائية، ومركبة الإطلاق، والمركبة الفضائية، ومحركات رابتور في المؤتمر الدولي السابع والسبعين للملاحة الفضائية في 27 سبتمبر 2016. أُجري أول اختبار إطلاق لمحرك رابتور على منصة اختبار في سبتمبر 2016 أيضًا.
في عام 2016، لم يكن من المتوقع إجراء أول اختبار إطلاق للمرحلة الثانية لآي تي إس حتى عام 2020 أو ما بعده، وكان من المتوقع اختبار صاروخ آي تي إس بعد عام أو أكثر. كان من المتوقع أن تحمل رحلات المريخ المبكرة - في منتصف عشرينات القرن الحادي والعشرين أو بعد ذلك - معدات وعددًا قليلًا من الأشخاص.
في يوليو 2017، أشار ماسك إلى أن بنية المركبة قد «تطورت قليلًا» منذ البنية التي أعلن عنها عام 2016. كان الدافع الرئيسي للبنية المحدثة هو جعل النظام مفيدًا لعمليات الإطلاق الكبيرة إلى المدارات الأرضية والإطلاقات القمرية حتى يتمكن النظام من دفع تكاليف إطلاقه، جزئيًا من خلال أنشطة الرحلات الفضائية الاقتصادية في منطقة الفضاء القريبة من الأرض.